# John Lawrence, 2. Baron Oaksey
John Geoffrey Tristram Lawrence, 4. Baron Trevethin, 2. Baron Oaksey, OBE (* 21. März 1929 in London; † 5. September 2012 in Oaksey, Wiltshire) war ein britischer Peer, Jockey und Sportjournalist.

## Leben
John Lawrences Vater war Geoffrey Lawrence, 1. Baron Oaksey, der Vorsitzende Richter beim Internationalen Militärgerichtshof beim Nürnberger Prozess gegen die Hauptkriegsverbrecher. Entgegen den allgemeinen Erwartungen studierte John Lawrence nach dem Besuch des Eton College Philosophie, Politikwissenschaft und Wirtschaftswissenschaften am New College an der University of Oxford. Er studierte ein Jahr Jura an der Yale Law School. 
Lawrence begann 1951 noch als Student, Point-to-Point-Pferderennen zu reiten. In der Jagdrennsaison 1957/1958 war er der erfolgreichste Amateurjockey in England. 1956 begann Lawrence neben seiner Arbeit als Jockey für den Daily Telegraph über Pferderennen zu schreiben und ab 1957 hatte er seine eigene Kolumne unter dem Namen Marlborough. 1959 begann er, die Audax Kolumne für das Reitsportmagazin Horse & Hound zu schreiben. 1968 wurde er zum Pferderennjournalisten des Jahres gewählt. 1965 berichtete er das erste Mal im Fernsehen über Pferderennen. Von 1969 bis 2002 war er regelmäßig für ITV und Channel 4 sowie auch für die BBC tätig.
John Lawrence gewann in seiner Karriere als Jockey insgesamt 200 Rennen, davon waren 20 Galopprennen. Lawrence ritt in 11 Grand National Rennen und belegte 1963 in diesem Rennen den zweiten Platz auf dem Pferd Carrickberg. Nach einem Sturz bei einem Rennen in Folkestone 1975 musste er seine Karriere als Jockey beenden.
John Lawrence wurde im Februar 1983 als einer der Unterhändler von den Entführern des legendären Rennpferdes Shergar benannt.
Die Stürze der Jockeys Tim Brockshaw und Paddy Farrell im Grand National 1964, bei denen beide Reiter gelähmt wurden, veranlassten John Lawrence zur Gründung des Brockshaw-Farrell Fund aus dem der Injured Jockey Fund hervorging, der sich um verletzte Jockeys kümmert. 1985 wurde Lawrence für seine soziale Arbeit als Officer in den Order of the British Empire aufgenommen.
Beim Tod seines Vaters erbte er dessen Adelstitel als Baron Trevethin und Baron Oaksey und war dadurch bis 1999 Mitglied des House of Lords.

## Privatleben
1959 heiratete John Lawrence Victoria Dennistoun. 1960 wurde sein Sohn Patrick John Tristam Lawrence geboren, dem später noch die Tochter Sara folgte. Die Trennung von seiner Frau Victoria 1985 erregte großes Aufsehen in der Presse, als diese zur Künstlerin Maggi Hambling zog. 1987 verkaufte er ein Haus auf seinem Anwesen in Oaksey an seinen Freund Frank Crocker und wenige Monate später zog dessen Frau bei ihm ein, und die beiden heirateten 1988.